# Ernst Schnorr von Carolsfeld
Ernst Gebhardt Schnorr von Carolsfeld (* 16. August 1875 in Dresden; † 1. März 1942 in Hellerau) war ein deutscher Organist und Komponist.

## Leben und Wirken

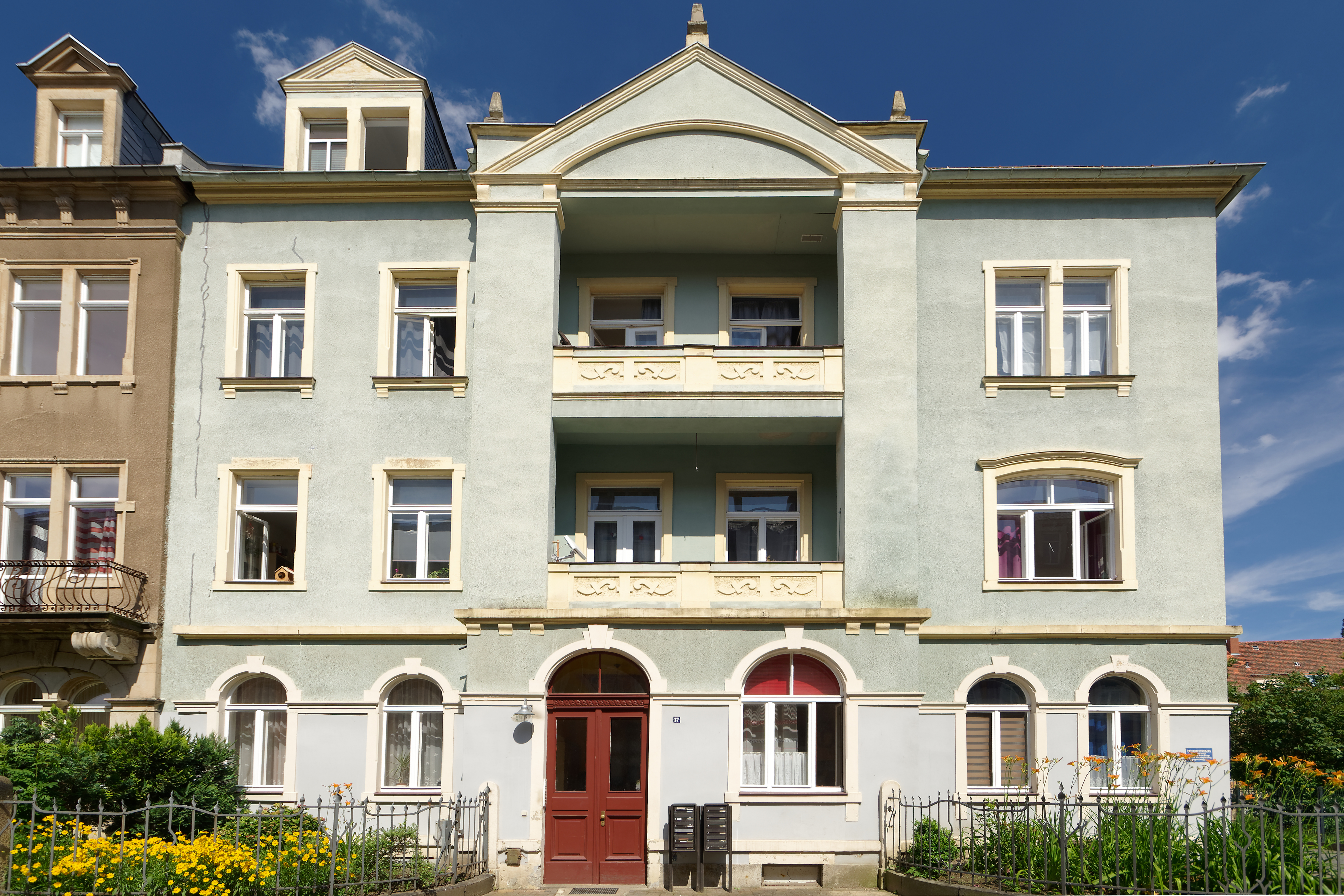
Wohn- und Sterbehaus von Ernst Schnorr von Carolsfeld in Hellerau

Ernst Schnorr von Carolsfeld stammte aus dem Adelsgeschlecht Schnorr von Carolsfeld. Er war der Sohn von Georg Ernst Johannes Schnorr von Carolsfeld und dessen Ehefrau Johanna Wanda Schnorr von Carolsfeld, geborene von Alvensleben. Nach dem Gymnasium studierte er Elektrotechnik und Physik in München, wo er 1908 bei Wilhelm Conrad Röntgen promovierte. Nebenbei widmete er sich der Musiktheorie bei Johann Schreyer sowie dem Klavier- und Orgelspiel bei Udo Seifert. Als Abschluss seiner musikalischen Studien legte er die staatliche Fachlehrerprüfung für Musik ab. 
Von 1907 bis 1911 war er als Organist an der Erlöser- und Versöhnungskirche in seiner Heimatstadt Dresden tätig. Er wechselte im Oktober 1911 an die dortige Dreikönigskirche, die fortan sein Wirkungsort blieb. Bis 1931 veranstaltete er an die 160 eigene „Orgelvespern“ in allen Stilrichtungen und wirkte auch an anderen Dresdner Kirchen sowie außerhalb Dresdens. Gleichzeitig betätigte er sich auch als Autor über Orgelbaufragen, als Sachberater für Orgelbauten und als Berichterstatter über Konzerte und Neuerscheinungen der Orgelliteratur. Außerdem komponierte er Choralvorspiele und Fantasien für die Orgel. Auch sein Abriß der musikalischen Akustik erschien im Druck. Ferner lehrte er an der Dresdner Musikschule bis 1923 Harmonie und Kontrapunkt.
1907 heiratete er in Loschitz die Tochter des Ministerialdirektors Bruno Oswin Merz.

## Schriften (Auswahl)
- Widerstandsmessungen mit konstanten und Wechselströmen in und außer dem Magnetfeld. 1904.
- Musikalische Akustik. Breitkopf & Härtel, Leipzig 1921.